# Cyrus Christie
Cyrus Christie, né le 30 septembre 1992 à Coventry (Angleterre), est un footballeur international irlandais qui évolue au poste de défenseur à Swansea City.

## Biographie
Cyrus Christie commence sa carrière professionnelle le 10 août 2010 contre Morecambe en coupe de la Ligue,. Il est prêté ensuite à Nuneaton Town, un club de Conference North, le 14 janvier 2011 pour le reste de la saison mais il est rappelé par Coventry après cinq apparitions. Finalement, il termine la saison en prêt à Hinckley United, un autre club de Conference North. Il y joue huit matchs de championnat.
Lors de la saison 2011-2012, Christie devient titulaire à Coventry qui dispute le Championship (deuxième division anglaise). Il dispute 37 matchs de championnat (39 apparitions au total) mais son équipe descend en League One à l'issue de la saison. 
En 2012-2013, il dispute également 39 matchs toutes compétitions confondues, mais Coventry termine la saison en milieu de tableau.
Le 10 juillet 2014, il rejoint Derby County. Titulaire indiscutable à Derby, il est appelé en novembre 2014 par Martin O'Neill le sélectionneur de la république d'Irlande pour disputer les matchs contre l’Écosse dans le cadre des éliminatoires du championnat d'Europe de football 2016 puis contre les États-Unis en match amical. Il est éligible pour représenter cette nation car une de ses grand-mères est irlandaise. Il est sur la feuille de match contre l'Écosse mais n'entre pas en jeu. Il honore sa première sélection le 18 novembre 2014, contre les Américains où il joue l'intégralité du match.
Le 7 juillet 2017, Christie s'engage avec le Middlesbrough FC. Il ne reste que six mois à Boro puisqu'il s'engage avec Fulham le 31 janvier 2018.
Le 18 septembre 2020, il est prêté pour une saison à Nottingham Forest.
Le 13 janvier 2022, il est prêté à Swansea City.
Le 26 août 2022, il s'engage avec Hull City.

## Statistiques
| Saison                | Club                        | Championnat           | Championnat | Championnat | Coupe nationale | Coupe nationale | Coupe de la Ligue | Coupe de la Ligue | Football League Trophy | Football League Trophy | Play-offs | Play-offs | Total | Total |
| Saison                | Club                        | Division              | M.          | B.          | M.              | B.              | M.                | B.                | M.                     | B.                     | M.        | B.        | M.    | B.    |
| 2010-2011             | Coventry City               | Championship          | -           | -           | -               | -               | 1                 | 0                 | -                      | -                      | -         | -         | 1     | 0     |
| 2011                  | Nuneaton Town (prêt)        | Conference North      | 5           | 0           | -               | -               | -                 | -                 | -                      | -                      | -         | -         | 5     | 0     |
| 2011                  | Hinckley United (prêt)      | Conference North      | 8           | 0           | -               | -               | -                 | -                 | -                      | -                      | -         | -         | 8     | 0     |
| 2011-2012             | Coventry City               | Championship          | 37          | 0           | 1               | 0               | 1                 | 0                 | -                      | -                      | -         | -         | 39    | 0     |
| 2012-2013             | Coventry City               | League One            | 31          | 2           | 2               | 1               | 1                 | 0                 | 5                      | 0                      | -         | -         | 39    | 3     |
| 2013-2014             | Coventry City               | League One            | 34          | 0           | 5               | 0               | 1                 | 0                 | -                      | -                      | -         | -         | 40    | 0     |
| 2014-2015             | Derby County                | Championship          | 38          | 0           | 2               | 0               | 4                 | 0                 | -                      | -                      | -         | -         | 44    | 0     |
| 2015-2016             | Derby County                | Championship          | 42          | 1           | 1               | 0               | -                 | -                 | 2                      | 0                      | -         | -         | 45    | 1     |
| 2016-2017             | Derby County                | Championship          | 27          | 1           | 1               | 0               | 2                 | 0                 | -                      | -                      | -         | -         | 30    | 1     |
| 2017-2018             | Middlesbrough FC            | Championship          | 25          | 1           | 1               | 0               | -                 | -                 | -                      | -                      | -         | -         | 26    | 1     |
| 2017-2018             | Fulham FC                   | Championship          | 5           | 0           | -               | -               | -                 | -                 | -                      | -                      | 1         | 0         | 6     | 0     |
| 2018-2019             | Fulham FC                   | Premier League        | 28          | 0           | -               | -               | 3                 | 1                 | -                      | -                      | -         | -         | 31    | 1     |
| 2019-2020             | Fulham FC                   | Championship          | 24          | 1           | 2               | 0               | 1                 | 0                 | -                      | -                      | 3         | 0         | 30    | 1     |
| 2020-2021             | Nottingham Forest FC (prêt) | Championship          | 44          | 0           | -               | -               | -                 | -                 | -                      | -                      | -         | -         | 44    | 0     |
| 2021-2022             | Swansea City (prêt)         | Championship          | 23          | 3           | -               | -               | -                 | -                 | -                      | -                      | -         | -         | 23    | 3     |
| 2022-2023             | Hull City                   | Championship          | 28          | 3           | -               | -               | -                 | -                 | -                      | -                      | -         | -         | 28    | 3     |
| 2023-2024             | Hull City                   | Championship          | 24          | 0           | -               | -               | 1                 | 0                 | -                      | -                      | -         | -         | 25    | 0     |
| Total sur la carrière | Total sur la carrière       | Total sur la carrière | 433         | 12          | 15              | 1               | 15                | 1                 | 7                      | 0                      | 4         | 0         | 474   | 14    |

## Palmarès

### Distinction personnelle
- Trophée FAI du meilleur jeune joueur irlandais de l'année en 2017.